# Johann Albert Dinnies
Johann Albert Dinnies (* 9. Juli 1727 in Stralsund; † 21. September 1801 in Stralsund) war ein deutscher Politiker, Bürgermeister und Chronist Stralsunds.

## Leben
Dinnies war der Sohn des aus einer alten Anklamer Familie stammenden Lorenz Dinnies, der in Stralsund im damaligen Schwedisch-Pommern ein Handelsgeschäft betrieb. Sein Vater unterrichtete ihn bis zu seinem zehnten Lebensjahr selbst. Anschließend besuchte Dinnies achteinhalb Jahre das im ehemaligen Dominikanerkloster St. Katharinen untergebrachte Gymnasium Stralsund und studierte ab 1743 an der Universität Greifswald Jurisprudenz bei Augustin von Balthasar und Philosophie und Geschichte bei Albert Georg von Schwartz. Er vollendete seine Studien ab 1745 an der Universität Göttingen, wo er Jurisprudenz bei Justus Claproth, Georg Ludwig Böhmer, Georg Christian Gebauer und Johann Jakob Schmauß und Geschichte bei Johann David Köhler studierte. Er studierte auch die klassische sowie die französische und englische Literatur.
Nach Aufenthalten in Sachsen und Brandenburg kehrte er nach Stralsund zurück. Nach bestandener Prüfung wurde er 1748 Advokat am Hofgericht Greifswald. Doch starb Ende des Jahres 1748 seine Mutter (sein Vater war bereits 1739 gestorben), so dass er, gerade 22 Jahre alt, das elterliche Handelsgeschäft in Stralsund übernahm und sich um seine Geschwister kümmerte. 1751 wurde er als Advokat am Wismarer Tribunal, dem obersten Gericht für die Gebiete der schwedischen Reichslehen, zugelassen.
Er stiftete mit Freunden die „Arkadische Gesellschaft“, die sich der französischen Literatur widmete, später auch die „Englische Gesellschaft“ zur Pflege der englischen Literatur. Deren Bestände gingen 1780 nach Auflösung des Vereins in die Ratsbibliothek über.
Dinnies wurde 1751 in das Kollegium der Hundertmänner in Stralsund gewählt, 1753 dann in den Rat der Stadt. Er war von 1761 bis 1764 Beisitzer und Direktor des Stadt- und Waisengerichts. 1764 wurde er Mitglied der städtischen Kammer. 1778 wurde er zum Bürgermeister gewählt, 1782 zum Landrat der Stände. 1799 wurde er Ritter des schwedischen Nordstern-Ordens.
Er widmete sich beruflich der Rechtspflege und Verwaltung sowie der Förderung der Kirchen und Schulen Stralsunds und einiger Stiftungen. Zudem katalogisierte er die Ratsbibliothek, die damals 6.600 Werke und 3.000 Dissertationen enthielt und später in das Stadtarchiv Stralsund überging. Auch besaß er die größte und bedeutendste Privatbibliothek der Stadt. Er verfasste Urkundenbücher der Stadt Stralsund und einiger ihrer Klöster, genealogische Zusammenstellungen zu den Stralsunder Ratsherren und zum vorpommerschen Adel sowie zahlreiche kleinere Arbeiten zur Geschichte Stralsunds, Pommerns und Rügens, die in der Mehrzahl aber nicht gedruckt wurden. Die meisten seiner Manuskripte befinden sich noch heute in der Handschriftensammlung des Stadtarchivs Stralsund.
Dinnies starb 1801 in seiner Geburtsstadt.

## Werke (Auswahl)

### Ungedruckt
- Nachrichten die Rathspersonen der Stadt Stralsund betreffend (Stadtarchiv Stralsund, Hs 359 - 366, Digitalisate Bd. 1 und 2 Digitalisate Bd. 3 bis 8)
- Stemmata Sundensis. Stammtafeln und Wapen derjenigen Familien deren Angehörige die Bürgermeister- oder Rathswürde der Stadt Stralsund bekleidet haben (Stadtarchiv Stralsund, Hs 260a-b)
- Diplomatarium civitatis Stralsundensis. Sammlung der in dem Archiv der Stadt Stralsund befindlichen ältern Urkunden. Stadtarchiv Stralsund, Hs 407 (Konzept), 408 (Reinschrift)
- Corpus juris opificiarii Stralsundensis. Sammlung der Gewerksrollen usw. Stadtarchiv Stralsund, Hs 302 (Konzept), 297 u. 298 (Reinschrift)
- Diplomatarien der Stralsunder Klöster und Kirchen (Stadtarchiv Stralsund, Hs 286, 287, 289, 332, 401, 406, 426)
- Von der geistlichen Jurisdiction  innerhalb der Stadt Stralsund (Stadtarchiv Stralsund, Hs 498)
- Nachrichten die im Jahre 1627 erfolgte Einrückung der unter dem Oberbefehl des Herzogs von Friedland stehenden kaiserlichen Truppen in die Pommerschen Lande, in der Stadt Stralsund angemuthete Einquartierung, die zur Abwendung derselben gepflogenen Tractaten, und die endlich im Jahre 1628 darauf erfolgte Belagerung der obbemeldeten Stadt Stralsund betreffend (Stadtarchiv Stralsund, Hs 257a-e, Digitalisat)
- Nachrichten betreffend die von der Stadt Stralsund zum Friedenscongresse zu Osnabrügge 1645, 46 und 47 abgeordnete Legation (Stadtarchiv Stralsund, Hs 249a-c)
- Genealogien der Fürsten von Rügen, der von Ihnen abstammenden Häuser und des alten Pommerschen und Rügenschen Adels. Stadtarchiv Stralsund, Hs 299-301 (Konzept), 293-296 (Reinschrift)
- Diplomatarium quod diplomata Principum Rugianorum indigenarum complicetur (Stadtarchiv Stralsund, Hs. 333)

### Gedruckt
- Von der Münzgerechtigkeit und den Münzen der Stadt Stralsund, Teil 1 In: Gesterdings Pommersches Magazin, Theil VI, S. 2–42, 1779 Digitalisat; Teil 2 In: Gesterdings Pommersches Museum, Bd. I, S. 95–120, 1779 Digitalisat; Teil 3 mit gesondertem Titel: Verzeichnis der von der Stadt Stralsund geprägten Münzen, soviel derselben noch vorhanden und bekannt sind, In: Gadebusch, Pommersche Sammlungen, Theil II, S. 17–67, 1786 Digitalisat.
- Einige Nachrichten, die Anzahl der Einwohner der Stadt Stralsund in älteren und neuern Zeiten betreffend, In: Pommersches Museum, Bd. I, S. 1–24, 1781 Digitalisat.
- Nachricht von dem vormahls vor der Stadt Stralsund belegenen Kloster Brigittinerordens, Mariakron genannt, In: Pommersche Sammlungen, Bd. I, S. 147–195, 1783 Digitalisat.
- Von der Gerichtsvogtey zu Stralsund und den ehemaligen fürstlichen Gerichtsvögten daselbst, In: ebenda, S. 339–382 Digitalisat.
- Kurze Nachricht von dem ehemaligen St. Annen Hause und dem nunmehrigen St. Annen und Brigitten Kloster zu Stralsund, In: Ebenda, Bd. II, S. 117–133, 1785 Digitalisat.
- Nachricht von den geistlichen Stiftungen zu Stralsund, In: Ebenda, S. 229–309 Digitalisat.